# Черновол, Андрей Анатольевич
Андрей Анатольевич Черновол (род. 20 марта 1977 года в г. Одесса Украинской ССР) — украинский художник.

## Биография
Андрей Черновол родился 20 марта 1977 года в г. Одесса Украинской ССР и рос в семье служащих, в которой было пятеро детей. Мать — Вера Григорьевна Черновол (род. 1947), отец — Анатолий Сергеевич Черновол (род.1949). Младший брат Евгений Черновол (род. 1982) — призёр чемпионата Европы по боксу.
В 1981 году семья Черновол переехала на постоянное жительство в г. Тирасполь Молдавской ССР. Андрей с детства проявлял способности к рисованию, и в 1988 году поступил в Тираспольскую художественную школу, но проучился в ней всего две недели, так как был вынужден выбирать между рисованием и занятиями спортом. Он выбрал секцию дзюдо и за короткое время достиг в этом виде спорта существенных результатов, став в 1990 году призёром в международных соревнованиях по дзюдо среди юниоров в г. Кишинёве, завоевав третье место.
Но любовь к рисованию не исчезла совсем, и в школьные годы она проявилась в том, что мальчик увлеченно рисовал на полях своих школьных тетрадей. Эта его особенность не осталась незамеченной: учителя постоянно привлекали его для создания стенгазет для школы.
С 1992 по 1994 гг. Андрей учился в Тираспольском кулинарном училище, одновременно заканчивая вечернюю школу. Это был тяжелый период в жизни семьи Черновол, как и многих других людей, проживающих в республиках СССР в связи с распадом страны и экономическим кризисом. Ситуация усугублялась вооружённым конфликтом в Приднестровье, свидетелем которого стал Андрей и его семья. В этом трагическом эпизоде пострадали многие его друзья и знакомые.
Нестабильная финансовая ситуация вынудила Андрея параллельно с обучением искать подработку.
В 1995 году Андрей принял решение поступать в Одесское Государственное Художественное училище им. М. Б. Грекова.
У Андрея не было среднего художественного образования, которое даёт необходимую начальную подготовку для поступления в профессиональное образовательное учреждение, но талант заявил о себе столь явным образом, что Андрей был зачислен в училище с первого раза, хотя и на платной основе. Уже через полгода с отличными отметками по всем предметам он был переведён на бюджетное обучение. Он числился на отделении живописи, его педагогами были Елена Аликберова, Тамара Ивановна Егорова, Виталий Мурсалович Аликберов.
В качестве дипломной работы Андрей представил картину «Старец» (2000 г., холст, масло), которая в результате конкурсного отбора осталась в музее училища. В 2000 году художник окончил училище по специальности «Живописец, преподаватель рисунка и живописи».
К этому моменту Андрей уже был женат. Появились заказы в сфере дизайна интерьеров в связи со строительным бумом в конце 1990-х — начале 2000-х гг. Он освоил технику фрески и впоследствии выполнял самые разные интерьерные работы, от росписей до скульптуры. Первые из этих проектов были реализованы в Одессе и других городах Украины.
В 2000 году Андрей Черновол организовал собственную фирму, выполнявшие заказные работы по интерьерному и ландшафтному дизайну. Стремление профессионально совершенствоваться в сфере дизайна побудило художника к обучению в других странах. В 2007 году он прошёл специализацию в различных компаниях в США, изучая использование новейших материалов в области дизайна, особое внимание уделяя акваландшафтному проектированию и созданию искусственных скал.
Художник принимал участие в крупных международных отраслевых выставках дизайна, в результате чего получил возможность сотрудничества и реализации своих проектов с крупными производителями и брендами в мире мебели и дизайна интерьеров, среди которых Savior Firmino (Италия), Brogiato (Италия), Masca (Италия) и другие.
Впоследствии Андрей Черновол реализовал несколько международных проектов в области ландшафтного и интерьерного дизайна.
Несмотря на большую занятость в этой сфере, Андрей не прекратил заниматься собственно живописью. Поездки в разные страны: в Китай, Таиланд и Гонконг (2006), США (2007), Индия (2010—2015), Непал (2013), — обогатили его жизненный опыт, способствовали духовному развитию и личностному росту. Все это не могло не отразиться на живописном творчестве, которое имеет явное географическое подразделение в соответствии с тем опытом, который он получил в разных странах, и с тем влиянием, какое оказали на него разные культурные традиции.
С 2014 года Андрей Черновол с супругой и двумя детьми живёт и работает в г. Доха (Катар), ведёт активную общественную, творческую и выставочную деятельность.
После разрушительного землетрясения в Непале 25 апреля 2015 года, Андрей Черновол представил к продаже четыре своих самых дорогих картины для сбора средств в пользу пострадавших.
Работы художника находятся в частных и музейных коллекциях по всему миру.

## Творчество
Андрей Черновол работает в разных видах визуального искусства, а также в сфере ландшафтного и интерьерного дизайна. В живописи он отдаёт преимущество масляной, акриловой и смешанной технике, но не ограничивается ими, экспериментируя с разными материалами, жанрами и видами изобразительного искусства. Так, в его творчестве есть как иллюстрации, созданные для обложки журнала, так и монументальная, станковая живопись, скульптура, и mixed media.
Будучи живописцем по профессии, Андрей никогда не оставлял это занятие. К 2017 году им созданы сотни произведений искусства. В его разнообразном и обширном живописном портфолио можно выделить циклы по географии путешествий и пребывания художника, они посвящённые разным странам и культурным традициям. Так, можно выделить группы «азиатских» работ, созданных под впечатлением от посещения Китая, и Непала, «африканских», «восточных», в которых отразилось пребывание на территории арабской культуры. Семья и близкое окружение также являются источником вдохновения для художника, и целый ряд его картин посвящён членам семьи.
В 2014 году создал серию работ в стиле абстрактного экспрессионизма под живую музыку во время джазового марафона в г. Одесса.
Среди работ Андрея Черновола есть произведения в стиле реализма, импрессионизма, абстрактного экспрессионизма, концептуализма, символизма и других направлений живописи.
Художник стремится познать и соединить в своём творчестве культурные и художественные традиции разных стран. Получивший художественное образование в духе европейской реалистической школы живописи, он использует приёмы, характерные также для искусства Индии и Китая, арабского Востока и Африки. Этот сплав техник, традиций, тем, философского подтекста, придаёт его работам общечеловеческое звучание и универсализм.
Андрей Черновол по-разному подписывает свои работы. К 2017 году имеется два варианта подписи: Andre и Abhinava. Abhinava — это духовное имя Андрея, которое он получил от своего духовного наставника в 2010 году, с санскрита переводится как «Всегда новый» (Абхи — всегда, вечно; Нава — — новый, молодой).
Работы Андрея Черновола в области интерьерного дизайна, лучшие из которых выполнены в Катаре, соединяют в себе строгое лаконичное решение с роскошью материалов, сдержанность в колорите и неожиданные, всегда свежие цветовыми дополнениями. Офисные и частные интерьеры создают образ восточной сказки в применении к будням нашего времени.

## Личная жизнь
Супруга — Черновол Надежда, (род. 1980), художник, куратор проектов, сын — Черновол Андрей Андреевич (род.1999), дочь — Черновол София Андреевна (род. 2004).

## Мировоззрение
С детства Андрей проявлял склонность к познанию себя и своего места в мире. Центральная тема его размышлений — смысл: человеческой жизни, всего сущего и смысл смыслов. Изучение религиозной литературы разных традиций: Библии, буддистских и индуистских текстов, — способствовало его духовному развитию. Практикует йогу и вегетарианство.
Андрей Черновол считает, что художник может быть проводником между высшим, духовным миром и миром людей. Своё живописное творчество он рассматривает как энергетический импульс, окрашенный фильтром человеческого ума и явленный на полотне. Главные категории, которые он интерпретирует в своём изобразительном творчестве — духовность, сострадание, любовь. В работах проступает философское осмысление действительности сквозь призму великих духовных учений. Мировоззрение носит идеалистический характер.
Путешествия по миру, общение с людьми разных национальностей, социальных групп, вероисповедания, культурных традиций, закрепили космополитические взгляды художника и его стремление служить миру и добру.
Именно этой теме посвящены многие его картины и самый значительный его международный художественный проект, который одновременно является и общественной акцией «Qtargets — послание мира».

## «Qtargets — послание мира»
Проект осуществляется группой энтузиастов под руководством Андрея и Надежды Черновол. Главная его цель — объединение людей из разных стран концепцией жизни без войн и насилия. Символом проекта является мишень — чёрный круг с цифрами, напечатанный на бумаге, который используется для тренировочных целей в спортивных клубах и среди военных.
Создатели проекта предлагают взглянуть на мишень не как на традиционный символ агрессии и войны, а как на цель — символ достижения любого результата, в том числе достижения мира.
Первоначальной идеей проекта была мысль рассматривать мишень не с позиции человека, а с позиции некого надмирного начала, вне рамок человеческой жизни, с позиции Любви, которая держит под прицелом своего внимания многострадальный и уставший от бесконечный войн мир, удерживая его от катаклизмов.
В 2016 году Андрей Черновол написал серию картин, материальной основой для которых стали настоящие спортивные мишени для стрельбы размером 70Х100 см.: «Прозрение», «Твоих детей», «Не твоя война», «Спаси и сохрани», «Золотой ключик». В них средствами живописи доносится мысль о том, что всеобщей человеческой целью должна быть цель сохранения жизней, мира и радости. Глядя на эти картины зритель испытывает когнитивный диссонанс, что позволяет «переключить» его мышление от борьбы, неприятия и разделения — на согласие, мир и объединение. Они были показаны на выставках в Киеве (Украина), Нью-Йорке (США), Базеле (Швейцария) и Доха (Катар).
Успех этих картин и общественный резонанс способствовали дальнейшему развитию проекта в формате публичных акций, опросов и создания новых художественных произведений, объединяющих мнения разных людей в едином арт-объекте в целью показов его в разных странах.
На втором этапе создатели проекта поставили цель исследовать концепцию мира среди разных представителей человечества и охватить этим исследованием возможно большее число людей из разных стран. Средством для достижения этого стал общественный опрос, который проводится в различных общественных и частных учреждениях (университетах, школах, клубах, и т. п.), а также на выставках, в которых участвуют представители проекта. К 2017 году опрошено более 1000 человек, из более чем 58 стран мира, среди которых Катар, Украина, Китай, Япония и др. Каждый участник опроса записывает на бумажном листе с изображением мишени своё позитивное сообщение о мире на своём родном языке. Таким образом формируется массовое послание мира и добра от разных представителей человечества. Каждой мишени проекта Qtargets присваивается уникальный номер, по которому фотографию объекта можно найти в социальных сетях. Впоследствии мишени с посланиями собираются в единый арт-объект, в котором они становятся основой для живописной картины художника. Поверх мишеней создаётся изображение полупрозрачными красками так, чтобы послания можно было прочитать. Арт-объекты демонстрируются на выставках и в общественных пространствах в разных уголках планеты, и зрители разных стран видят послания о мире других представителей человечества. Так каждый участник проекта становится послом мира и оставляет свой след в истории.
Первая картина размером 150х400 см из 216 мишеней с посланиями была создана в 2017 году и показана в галерее Саатчи в Лондоне.

## Выставки
2004—2007 молодёжные выставки в Союзе Художников г. Одессы (Украина).
2007—2014 участие в коллективных тематических выставках в Союзе Художников г. Одессы (Украина).
2007—2014 участие в выставках и международных отраслевых проектах в области дизайна: IAAPA, P&SShow, USA — Florida — Miami, Isaloni Milan, а также в Чикаго, Пекине, Гуанчжоу, Иу, Болонье и Милане.)
Август 2014 — персональная выставка «Не бойтесь путешествовать» в Воронцовском дворце г. Одесса (Украина).
2014 выставка «Интимизация» в галерее «Сады Победы» г. Одесса (Украина).
2014 участие в конкурсе живописи, скульптуры и графики « Мост дружбы Китай — Украина» при Генеральном консульстве КНР в г. Одессе (Украина).
C 2015 года член Союза Художников Катара (Qatar Fine Art Association (QFAA).
Май 2015 — персональная выставка «National treasure» в культурном комплексе «Катара» в г. Доха (Катар), состоявшейся в рамках культурного сотрудничества Украины и Катара.
Сентябрь 2015 — участвовал в коллективной выставке «Из Катара» в культурном комплексе «Катара» в г. Доха (Катар)
Октябрь 2015 — победитель в номинации «Реалистическая живопись» в международном проекте «Realistic Art» Qatar Fine Art Association (QFAA).
16 января 2016 — провёл мастер-класс на третьем слёте Байкеров Среднего Востока: Emerging art Qatar 3-d GCC Rear Cars and Bikes Show 2016.
Март 2016 — персональная выставка «Национальное достояние» Solo Exhibition в г. Доха (Катар).
Март 2016 — участвовал в проекте «Открытая мастерская Катара» (Open Workshop Katara Cultural Village).
Июнь 2016 — три работы из проекта Qtargets заняли второе место на выставке конкурсе украинских художников, организованной Академией Современного искусства (Киев, Украина): Second place (Exhibition in Ukrainian Fine Art Academy (Kiev, Ukraine)
2016 — организация и участие в выставке украинских художников при содействии Посольства Украины в Катаре.
Декабрь 2016 — Приглашённый гость международной выставки современного искусства Art Basel Miami Beach 2016 (USA Fl.)
Декабрь 2016 — участие в международной выставке «From Qatar» под патронажем Его Величества Шейха Адель Али Бин Али в г. Доха (Катар).
Апрель 2017 — участие с картиной «Часто мишень не является целью» проекта Qtargets на ArtExpo New York (NICAS).
Май 2017 — участие с картиной «Часто мишень не является целью» проекта Qtargets на Frieze Art Fair New York в Saphira&Ventura Gallery.
Июнь 2017 — картина «Часто мишень не является целью» проекта Qtargets заняла третье место на выставке современного искусства Art Basel EuroAirport.
Сентябрь 2017 — проект Qtargets StART представлен в Saatchi Gallary, (Лондон, Великобритания).